# Sphécothère figuier
Sphecotheres viridis
Espèce
Statut de conservation UICN

 LC  : Préoccupation mineure
Le sphécothère figuier (Sphecotheres viridis) est une espèce de passereaux de la famille des Oriolidae.
Il est souvent confondu avec le Sphécothère de Vieillot, mais il est plus petit et à l'exception de la région cloacale plus pâle, le mâle est entièrement jaune-olive dessous (y compris au niveau de la gorge).

## Répartition
Il est endémique des îles de Timor et Rote en Indonésie.

## Habitat
Il vit dans les forêts, les bois, les mangroves et les zones de broussailles.